# Guillermo Zavaleta Rojas
Guillermo Zavaleta Rojas (19 de marzo de 1976 - 3 de septiembre de 2010) fue un abogado y político mexicano perteneciente al Partido Acción Nacional.

## Estudios
Sus estudios secundarios los realizó en la escuela Carlos Gracida. y la preparatoria en Wakefield, Nebraska, se tituló como Licenciado en Derecho en el 2003, egresado de la Universidad Iberoamericana.

## Actividad política
Ingresó al Partido Acción Nacional en el año de 1999, previo a la campaña de Vicente Fox Quesada y es candidato en el año 2000 a Presidente Municipal de Santa Catarina Juquila, ciudad donde se encuentra la virgen de Nuestra Señora de Juquila, fue candidato a diputado federal en el 2003, teniendo un resultado atípico, dado que incrementa en un proceso federal intermedio, en términos porcentuales y absolutos la votación a favor del Partido Acción Nacional, comparados con la elección federal presidencial de 2000.
En el 2001, creó el Frente Chatino de la Sierra, A.C. la cual presidió desde su fundación hasta el año 2004.
Diputado local de la LIX Legislatura del Estado de Oaxaca, durante esa legislatura presidió la Comisión de Administración de Justicia, en cuyos dictámenes destaca la aprobación de los juicios orales para el Estado de Oaxaca. Sin embargo, fue señalado constantemente por sus propios compañeros panistas como un diputado opositor 'a modo' con el Gobierno del priista Ulises Ruiz.
El 19 de enero de 2005, el Congreso local aprobó su propuesta de elevar el rango de Santa Catarina Juquila a categoría de ciudad.
Fue candidato a Presidente Municipal de la ciudad de Oaxaca de Juárez en el 2007, con el porcentaje de votación obtenido se integra como Regidor de Desarrollo Urbano, Obras Públicas y Tenencia de la Tierra.

## Diputado federal
El 29 de marzo de 2009, fue elegido en votación interna del Partido Acción Nacional, como candidato a diputado federal de representación proporcional.
El 5 de julio de 2009, dado el porcentaje de votación obtenido por el Partido Acción Nacional en la tercera circunscripción a la cual pertenece Oaxaca, se convierte en Diputado Electo de la LXI Legislatura del Congreso de la Unión de México, que se instaló el 1 de septiembre de 2009.
El 26 de agosto de 2009, en sesión de cabildo se aprobó su solicitud de licencia para optar por el cargo de diputado federal.
El 1 de septiembre de 2009, tomó protesta como diputado Federal de la LXI legislatura, donde se integró como Secretario de la Comisión de Asuntos Indígenas, y como miembro de la comisión de Radio, Televisión y Cinematografía, así como de la Función Pública.
El 29 de octubre de 2009, realizó su primera intervención ante el pleno de la cámara de diputados, con el tema de la integración sociocultural de las comunidades indígenas.
Durante el debate del paquete fiscal realizó intervenciones relativas a la Ley de Derechos y la falta de conveniencia de regímenes especiales, que permiten la exención desmedida.
Durante una rueda de prensa ofrecida el 2 de febrero de 2010, fue agredido por las Diputadas Martha Liborio y Sofía Castro del PRI, que buscaban desactivar la alianza electoral en Oaxaca.
Se integró como parte del comité de campaña de Gabino Cué Monteagudo, quien el 4 de julio se convirtió en el primer gobernador de Oaxaca emanado de un partido distinto al Partido Revolucionario Institucional.

## Fallecimiento
El 3 de septiembre de 2010 falleció en un accidente de aviación en las cercanías de Pochutla, Oaxaca. Viajaba acompañado por el diputado federal Juan Huerta Montero de Guanajuato y Joaquín Cortés, presidente municipal electo de Juquila, Oaxaca.